# منطقه ۱۸ شهرداری تهران
منطقه ۱۸ شهرداری تهران یکی از مناطق شهری جنوب غربی تهران است. منطقه از شمال به بزرگراه شهید متوسلیان و ۴۵ متری زرند، از شرق به بزرگراه آیت‌الله سعیدی، از غرب به بزرگراه آزادگان و شهرستان قدس و شهریار، از جنوب نیز به بزرگراه آیت‌الله سعیدی و بزرگراه آزادگان همجوار با شهرستان اسلامشهر و شهر چهاردانگه محدود می‌گردد. این منطقه همجوار با مناطق هفده، نه و بیست و یک است. منطقه هیجده تهران به هفت ناحیه و هجده محله تقسیم شده است. مساحت کل منطقه ۸۸/۱۸ کیلومتر مربع است.
سابقه سکونت شهری و در شمار بافت شهری قرار گرفتن منطقه هیجده به سال ۱۳۵۹ بازمی‌گردد. مناطق مسکونی واقع در منطقه ۱۸ به‌طور عمده مورد استفاده و سکونت اقشار کم درآمد و شاغلین کارگاه‌های تولیدی و صنایع است. در تهران قدیم کانون سکونتگاهی این محدوده روستای یافت‌آباد بود و هم‌اکنون هم نام محله‌ای در این منطقه است. بزرگراه آزادگان در بخش جنوبی و غربی منطقه واقع است. این محور به بزرگراه متوسلیان واقع در شمال منطقه متصل می‌شود. کلیه ترددها و ترافیک شهری واقع در جنوب شهر تهران در این محورها سر ریز می‌گردد. بزرگراه آیت‌الله سعیدی (جاده ساوه) در شرق و جنوب شرق منطقه واقع شده و به خیابان آذری متصل می‌شود. این بزرگراه مرز منطقه ۱۸ با مناطق هفده و نوزده محسوب می‌شود.
در این منطقه خیابان‌ها و شهرک‌ها و محله‌های خلیج فارس شمالی و جنوبی، نوروزآباد، شادآباد، کوی ۱۷ شهریور یا (کوی مهرزاد)، سعیدآباد، شمس‌آباد، تولید دارو، شهرک ولی‌عصر شمالی و جنوبی (شهرک ولیعهد سابق)، یافت‌آباد شمالی و جنوبی، ابراهیم‌آباد، ارشد آباد، ترک آباد، عرب آباد، شهرک قائم، شهرک صادقیه، شهرک صاحب‌الزمان، بهداشت، بازار آهن، گلدسته، کوی فردوس و… قرار دارد.منطقه هیجده برخلاف دیگر مناطق تهران به عنوان یک منطقه حاشیه‌ای بیشتر در برگیرنده دامداری‌های صنعتی، کارخانه شیر پاستوریزه و نظایر این است. در این منطقه دو بنای تاریخی ثبت ملی رسیده امامزاده زیدٰ، یخچال قدیمی ترشنبه نام دارد. همچنین برخی دیگر از مراکز قابل توجه فرهنگی و تفریحی عبارت است از ورزشگاه امام رضا، موزه شهدا، بوستان بانوان نرگس، پردیس سینمایی تماشا

## تاریخچه
سابقه سکونت شهری و در شمار بافت شهری قرار گرفتن منطقه هیجده به سال ۱۳۵۹ بازمی‌گردد. در تهران قدیم کانون سکونتگاهی این محدوده روستای یافت‌آباد بود و هم‌اکنون هم نام محله‌ای در این منطقه است. با گسترش مهاجرت توسعه و منطقه رشد یافته است. اغلب کاربری‌های آن قبل از توسعه شهری و ساخت و ساز، کشاورزی بوده است. اکثر اراضی این منطقه در چند دهه پیش باغ‌ها و مزارع کشاورزی بود که با توسعه تهران به طرف غرب، بخشی از این اراضی تحت پوشش توسعه شهری گرفت. بر اساس طرح جامع اولیه شهر تهران، منطقه هیجده به عنوان بخش کوچکی از منطقه تهران مرکزی محسوب می‌شد. اما به دلیل عبور خط راه‌آهن تهران-تبریز از شمال آن و انفصال از بافت تهران از یک سو و عدم توجه طرح مذکور به این محدوده از سوی دیگر، نقش حاشیه‌ای به وجود آورده است.
در گذر زمان از اواخر دهه ۱۳۵۰ تا پایان سده چهاردهم خورشیدی، با افزایش جمعیت تراکم آن رو به فزونی گذاشته است. این جذابیت متأثر از عوامل متعددی بوده است. از جمله استقرار منطقه به عنوان مدخل شهر تهران، قیمت پایین اراضی در دهه‌های گذشته، جذب مهاجران کم درآمد و کارگران کارخانجات طوری شده است که جمعیت منطقه از در فاصله ۱۳۵۷ از ۲۹۶٫۲۴۳ نفر به بیش از ۴۱۰ هزار نفر در سال ۱۳۷۵ برسد. همچنین به لحاظ ماهیت طبقاتی و نوع مشاغل ایجاد شده و خصوصیات فرهنگی و اقتصادی ساکنان که اکثراً مراجعان به شهر تهران را تشکیل می‌دهند، بافت مسکونی ایجاد شده بسیار پرتراکم، ریزدانه و با معابر دسترسی کم عرض شکل گرفته است. منطقه هیجده از گذشته تا کنون به عنوان محدوده حاشیه‌ای، در برگیرنده بخشی از دامداری‌های تهران، گمرک غرب تهران و صنایعی با عملکرد فرامنطقه‌ای همچون شیر پاستوریزه، بازار استیل، بازار آهن بوده است. در طرح جامع فرمانفرمائیان منطقه ۱۸ به عنوان بخش کوچکی از منطقه مرکزی تهران محسوب شده بود. همچنین به دلیل عبور خط آهن تهران ‐ تبریز از شمال آن و انفصال از بافت تهران و همچنین عدم توجه به طرح به این محدوده نقش حاشیه‌ای داشت زیرا در ساختار تهران به عنوان جزئی از کالبد شهر نقش ایفا نمی‌کرد و متأثر از گسترش روستای یافت‌آباد بود که تدریجاً این منطقه حاشیه‌ای به بخشی از تهران بدل شد.

## محدوده
منطقه از شمال به بزرگراه فتح و ۴۵ متری زرند، از شرق به بزرگراه آیت‌الله سعیدی، از غرب به بزرگراه آزادگان و شهرستان قدس و شهریار، از جنوب نیز به بزرگراه آیت‌الله سعیدی و بزرگراه آزادگان همجوار با شهرستان اسلامشهر و شهر چهاردانگه محدود می‌گردد.
این منطقه همجوار با مناطق هفده، نهوبیست و یک است. تهران به پنج حوزه شمالی، جنوبی، مرکزی، شرقی و غربی تقسیم شده است. منطقه ۱۸ به همراه مناطق پانزده، شانزده، هفده، نوزده و بیست در حوزه جنوبی استقرار یافته است. در طرح ساماندهی به لحاظ استقرار حرم شاه عبدالعظیم و آرامگاه سید روح‌الله خمینی، گورستان بهشت زهرا به هویت حوزه جنوبی رنگ و بوی مذهبی داده است. بازتاب این وجهه مذهبی و سنتی در مناطق نوزده و بیست بیشتر است؛ در حالی که عملکرد غالب منطقه ۱۸ صنعتی و انبارداری و حمل و نقل است.

## وسعت و جمعیت
مساحت کل منطقه ۸۸/۱۸ کیلومتر مربع که از این میزان ۳۷/۸۸ کیلومتر مربع مساحت محدوده قانونی منطقه است. بالغ بر ۵۰/۳۰ کیلومتر مربع هم مساحت حریم منطقه است. بر اساس گزارش سایت شهرداری منطقه در سال ۱۴۰۰ جمعیت منطقه ۴۴۴۸۸۶ است. همچنین در گزارشی دیگر عنوان شده است که جمعیت این منطقه براساس سرشماری سال ۱۳۹۰ ایران، ۳۹۱٬۳۶۸ نفر (۱۱۵٬۱۵۱ خانوار) شامل ۱۹۹٬۶۲۳ مرد و ۱۹۱٬۷۴۵ زن می‌باشد.

## ساختار اقتصادی-اجتماعی
مناطق مسکونی واقع در منطقه ۱۸ به‌طور عمده مورد استفاده و سکونت اقشار کم درآمد و شاغلین کارگاه‌های تولیدی و صنایع است. ماهیت وجودی این مناطق سکونت به تبع شغل رقم خورده است. نحوه شکل‌گیری و موقعیت محله‌های مسکونی، به‌طور عمده در حاشیه محورهای اصلی شمالی و شرقی منطقه (محور ساوه) و نیز محورهای اصلی موجود در منطقه مانند معلم، الغدیر، هفده شهریور و بهرامی است.
منطقه ۱۸ به دلیل حاشیه‌ای بودن و تداخل شدید کاربری‌های شهری و فرامنطقه‌ای، ویژگی‌های خاصی دارد. ساکنان عمدتاً مهاجر هستند و بافت مسکونی متراکم با قطعات تفکیکی ریزدانه است. اراضی کشاورزی و باغات وسیع در میان بافت‌های خودروی شهری پراکنده‌اند و بافت منطقه از نظر فضایی گسسته و فاقد انسجام است. اشتغال پایه و مولد، به‌ویژه در کارگاه‌ها و صنایع محلی، بخش عمده‌ای از ساکنان را مشغول کرده است. با این حال، به دلیل ویژگی‌های خاص فرهنگی، اجتماعی و اقتصادی این منطقه، سایر شهروندان تهران تمایلی به سکونت در آن ندارند و جمعیت منطقه رو به کاهش است.
بر اساس ساختار فضایی منطقه، بخش صنعتی شامل کارگاه‌ها، صنایع و انبارهای مرتبط با آن در قسمت شمال غربی منطقه شکل گرفته است. همچنین در لبه جنوبی در جوار محور ساوه نیز کاربری‌های برون‌شهری مانند تعمیرگاه‌ها، انبارها و بعضًا صنایع پراکنده مستقر شده است. اکثر اراضی این منطقه را در چند دهه پیش باغ‌ها و مزارع کشاورزی تشکیل می‌داد که با توسعه تهران به طرف غرب، بخشی از اراضی مذکور تحت پوشش توسعه شهری قرار گرفت. به دنبال استقرار کاربری‌های یاد شده بخش‌هایی از این منطقه برای اسکان شاغلان کارگاه‌های صنعتی منطقه استفاده شده است. همچنین هسته‌های مسکونی در اطراف مراکز اشتغال کارگاهی و صنعتی شکل گرفته است. به لحاظ ماهیت طبقاتی و نوع مشاغل ایجاد شده، خصوصیات فرهنگی و اقتصادی ساکنان بافت مسکونی تشکیل شده است. گسترش این بافت شهری آشکار متأثر پاسخ به مهاجران جویای کار در واحدهای صنعتی است. عملاً این منطقه بدون طرح و برنامه و با تراکم بسیار زیاد ایجاد شده است. تراکم خالص مسکونی ۷۱۸ نفر در هکتار و سرانه زمین ۱۳/۹۲ متر مربع است از سویی معابر با دسترسی کم عرض تشکیل شد. حتی پس از تهیه و تصویب طرح ساماندهی تهران در سال ۱۳۷۰ هم نسبت به اجرای این طرح در منطقه هیجده بی‌توجهی شده است و در مرکز منطقه که برای ایجاد خدمات فرا منطقه‌ای پیش‌بینی شده بود؛ اقدام به احداث بازار آهن کردند که این هم به یکی از مشکل‌ها و چالش‌های پایدار منطقه بدل شده است.
بخش وسیعی از اراضی این منطقه حدود ۷۴۵ هکتار به کمربند سبز تهران اختصاص یافته که در مجاورت محدوده ۲۵ ساله قرار گرفته است. وجود این اراضی در محدوده قانونی منطقه و عدم تملک یا احیای کامل آن توسط شهرداری منطقه که بعضاً ساخت و سازهایی نیز در آن صورت گرفته، از عوامل گسستگی و عدم انسجام بافت منطقه محسوب می‌شود.

## مراکز مهم
این منطقه به عنوان منطقه حاشیه‌ای در برگیرنده ۴/۲۳ درصد دامداری‌های تهران، صنایعی با عملکرد فرامنطقه‌ای همچون شیر پاستوریزه و کیان تایر، همچنین کاربری تجاری فرامنطقه‌ای نظیر بازار آهن است. به‌طور کلی می‌توان گفت کارگاه‌ها، صنایع و انبارهای مرتبط با آن در قسمت شمال غربی منطقه، کاربری‌های برون‌شهری نظیر تعمیرگاه‌ها، انبارها و صنایع پراکنده در لبه جنوبی مجاور محور ساوه قرار گرفته‌اند. بازار آهن نیز در مرکز هندسی منطقه استقرار یافته است.
- امامزاده زید
- یخچال قدیمی ترشنبه
- ورزشگاه امام رضا
- موزه شهدا
- بوستان بانوان نرگس
- پردیس سینمایی تماشا
- بوستان قائم
- بوستان فروردین
- بوستان سپیده
- بوستان شقایق
- بوستان زیتون
- بوستان صنوبر
- بوستان بهمن
- بوستان بهاران
- بوستان لادن
- بوستان ۱۷ شهریور
- بوستان مهر
- بوستان گیاه‌شناسی
- بوستان کارگر
- بوستان سنبل
- بوستان چکاوک
- بوستان خلیج فارس
- بوستان انرژی
- بوستان شمس تبریزی
- بوستان حافظ
- بوستان اردیبهشت
- بوستان گلستانه
- بوستان مادر
- بوستان دوستدار کودک
- بوستان اروند
- بوستان یاس
- بیمارستان شهدای یافت آباد
- مرکز جراحی حکیم
- بیمارستان غیاثی
- بیمارستان خیریه امام علی
- بیمارستان فیاض بخش

## محله‌ها
منطقه هجده تهران به هفت ناحیه هیجده محله تقسیم شده است.
- شهرک ولی‌عصر شمالی و جنوبی
- یافت‌آباد
- فردوس
- صادقیه
- شهید رجایی
- بهداشت
- تولید دارو
- شهرک صاحب‌الزمان
- سعیدآباد
- شادآباد
- شمس‌آباد
- امام خمینی
- هفده شهریور
- خلیج فارس
- نوروزآباد

## حمل و نقل عمومی
سلسله مراتب شبکه معابر منطقه ۱۸ با توجه به نقش و عملکرد آنها در سه قالب بزرگراه و آزاد راه، شریانی درجه یک و دو و معابر جمع و پخش کننده قابل دسته‌بندی هستند.
بزرگراه - آزاد راه
بزرگراه آزادگان در بخش جنوبی و غربی منطقه واقع است. این محور به بزرگراه شهید متوسلیان واقع در شمال منطقه متصل می‌شود. کلیه ترددها و ترافیک شهری واقع در جنوب شهر تهران در این محورها سر ریز می‌گردد. بزرگراه آیت‌الله سعیدی (جاده ساوه) در شرق و جنوب شرق منطقه واقع شده و به خیابان آذری متصل می‌شود. این بزرگراه مرز منطقه ۱۸ با مناطق هفده و نوزده محسوب می‌شود.
بی آر تی خط ۱۰ شهر تهران که از ایستگاه آزادگان در جنوب تهران تا ایستگاه دانشگاه آزاد علوم و تحقیقات در شمال تهران ادامه دارد از منطقه ۱۸ عبور می‌کند.
معابر اصلی درجه یک
بلوار خلیج فارس، ابوسعید شرقی، ابوسعید غربی، برادران بهرامی، بلوار الغدیر، بلوار مدائن، بلوار معلم، بلوار بهار، ۱۷ شهریور و … شبکه شریانی درجه یک منطقه را تشکیل می‌دهند و عمده عبور و مرور درون منطقه از طریق این معابر صورت می‌گیرد. همچنین محورهای ارتباطی با عملکرد منطقه‌ای شامل شریانی‌های معلم، مدائن، الغدیر و هفده شهریور و مابقی محورها به عنوان محورهای پاره منطقه‌ای مطرح هستند. دسترسی بوستان قائم از طریق شریان‌های الغدیر و معلم امکانپذیر است. این شریان‌ها تبادلات موجود در درون منطقه و پاره منطقه را دریافت نموده و به محورهای فرا منطقه‌ای انتقال می‌دهند.
مترو
قرار است تا پیش از سال ۱۴۱۰ با احداث خط ۱۱ مترو تهران منطقه ۱۸ دارای ایستگاه‌های مترو بیشتری شود مانند ایستگاه مترو شهرک ولی عصر، ایستگاه مترو بزرگراه آیت‌الله سعیدی، ایستگاه مترو شادآباد و…
- ایستگاه متروی نعمت‌آباد در سال ۱۳۹۴ افتتاح و هم‌اکنون در خط ۳ مترو تهران دسترس است.